# Le Monde de Titeuf et de Nadia
Le Monde de Titeuf et de Nadia sont deux versions d'un jeu vidéo d'action-aventure développé par Dream On Studio et édité par Atari SA, sorti en 2007 sur Nintendo DS.